# Górna Bretania

Mapa Bretanii: w różnych kolorach zaakcentowano tradycyjne jednostki podziału terytorialnego Górnej Bretanii (fr. Les pays traditionnels de Bretagne), w której do dziś część ludności posługuje się specyficzną mieszaniną języka gallo i francuskiego; w kolorze szarym przedstawiono zasięg terytorialny Dolnej Bretanii, w której w dużo większym stopniu (niż w Górnej Bretanii) stosowany jest język bretoński

Górna Bretania (gal. Haùtt-Bertaèyn, br. Breizh Uhel, fr.  Haute-Bretagne) – określenie części Bretanii położonej na wschód od francuskiej miejscowości Ploërmel, w której język bretoński oraz kultura z nim związana ma zdecydowanie mniejsze oddziaływanie, niż w przypadku Dolnej Bretanii. W Górnej Bretanii dominuje oddziaływanie kultury oraz języków romańskich, w tym języka gallo (znanego również jako gallo-romański), spokrewnionego z językiem szampańskim, francuskim, normandzkim, pikardyjskim oraz walońskim. Wszystkie wymienione języki należą do tej samej podgrupy dialektowej – języków oïl. Istnienie języka gallo, w którym porozumiewa się obecnie około 30 tys. mieszkańców (przede wszystkim) Górnej Bretanii jest obecnie poważnie zagrożone, w nawet większym stopniu niż języka bretońskiego.
Nazwa Górna Bretania może być myląca, gdyż średnia wysokość tego obszaru nad poziomem morza jest mniejsza niż średnia określona dla Dolnej Bretanii. Nie wysokość zatem zadecydowała o tym określeniu. W tradycji języka starofrancuskiego określenie „haut” (wysoki) oznacza położony w pobliżu stolicy prowincji, natomiast „bas” – położony z dala od stolicy prowincji. Ta zasada sprawdza się i w tym przypadku – miejscowości Górnej Bretanii są bowiem położone bliżej stolicy regionu, którą jest Rennes. 
Biorąc pod uwagę obecny podział administracyjny Francji największą miejscowością Górnej Bretanii jest miasto Rennes, liczące 212 229 (2012), które jest zarazem największym miastem w całej Bretanii i pełni funkcję stolicy regionu. Największym miastem Górnej Bretanii, jak również największym miastem historycznie związanym z Bretanią, jest Nantes, liczące 284 970 mieszkańców (zespół miejski: 789 704 mieszkańców), które obecnie jest stolicą innego regionu Francji – Kraju Loary. W tym samym regionie jest położony inny duży ośrodek miejski historycznie związany z Bretanią – Saint-Nazaire (67 031 mieszkańców, zespół miejski: 308 982 mieszkańców), słynące z długiej tradycji budowy statków.
Ważnym ośrodkiem miejskim Górnej Bretanii jest ponadto Vannes, słynące z monumentalnej gotyckiej katedry.